# Fred Kudjo Kuwornu
Fred Kudjo Kuwornu (Bologna, 6 settembre 1971) è un regista, produttore cinematografico e attivista italiano con cittadinanza statunitense che vive a New York.
I suoi documentari sono riconosciuti a livello internazionale perché affrontano i temi della diversità, del razzismo, della società multietnica italiana. La sua società di produzione con sede a Brooklyn, NY si chiama Do The Right Films in omaggio al regista Spike Lee. Parallelamente all'attività di regista, Fred Kuwornu è uno dei massimi esperti italiani ed europei per lo sviluppo e l'adozione di strategie e prassi di Diversity, Inclusion ed Equity nel settore dei Media e nella Comunicazione visuale. È anche il primo regista italiano afrodiscendente. Nel 2024 è stato il primo artista afroitaliano selezionato per partecipare alla Biennale Arte di Venezia, esponendo il suo lavoro nel Padiglione Centrale dell’Esposizione Internazionale d’Arte curata da Adriano Pedrosa. Questo storico riconoscimento ha segnato una svolta nella rappresentazione della diaspora africana nelle principali istituzioni artistiche italiane e internazionali. 
Nel 2025 ha ricevuto il prestigioso Dan David Prize, considerato il più importante premio internazionale nel campo della ricerca storica e delle scienze umane, con un riconoscimento di 300.000 dollari. La motivazione ufficiale sottolinea come Kuwornu “utilizzi il linguaggio del cinema per portare alla luce storie dimenticate della diaspora africana, ridefinendo l’immaginario europeo e contribuendo in modo innovativo alla narrazione storica globale.” Il Dan David Prize ha premiato il suo impegno pionieristico nella divulgazione storica attraverso il cinema documentario e per il suo impatto culturale e accademico nel ridefinire la storia pubblica del continente europeo. 

## Biografia
È nato e cresciuto a Bologna.
Suo padre è un cardio-chirurgo ghanese emigrato in Italia nel 1965 per studiare medicina, sua madre un’ebrea sefardita italiana. Nel 1976 la sua famiglia si trasferisce per un breve periodo in Ghana, per poi ritornare in Italia nel 1977.

## Attività
Dopo una Laurea in Scienze Politiche presso l’Università di Bologna, più una carriera decennale come DJ e producer musicale, nel 2001 si trasferisce a Roma, dove realizza la sua prima (ed unica) esperienza televisiva come conduttore, ovvero nel contenitore di quiz Call Game su LA7. Dal 2004 al 2006 lavora come autore nel programma di Rai 1 Italia che vai, scrivendo i testi per Ilaria D'Amico, Luca Giurato, Nino Benvenuti, Francesca Chillemi e Tonino Carino.
Nel 2007, lavora come stand in dell’attore Michael Ealy e assistente di set nel film Miracolo a Sant'Anna del regista statunitense Spike Lee, prodotto da Roberto Cicutto per Rai Cinema. La sua esperienza lavorativa in tale film gli ispira a produrre e dirigere il suo primo documentario, Inside Buffalo, che narra le vicende della 92ª Divisione Buffalo Soldiers, composta interamente da soldati Afroamericani che combatterono nella Seconda Guerra Mondiale in Italia. Al progetto partecipano gli attori Laz Alonso, Omar Benson Miller e Derek Luke, e lo scrittore sceneggiatore James McBride.
Il documentario di Fred Kuwornu ha ricevuto apprezzamenti scritti dagli ex presidenti degli Stati Uniti Barack Obama e Bill Clinton, e dall'ex Presidente della Repubblica Italiana Giorgio Napolitano, venendone presentato al Pentagono, alla Library of Congress e in numerose istituzioni americane. Nel 2011 il Congresso degli Stati Uniti, attraverso la parlamentare Sheila Jackson Lee, lo ha insignito in una cerimonia tenutasi al The Museum of Fine Arts in Houston di un certificato di ringraziamento, per il lavoro svolto dal regista per preservare la memoria dei veterani afroamericani. In più, è stato presentato anche in numerosi film festivals tra cui: Pan African Film Festival in Los Angeles, Texas Black Film Festival in Dallas, African Diaspora Film Festival in New York, Atlanta Black DocuFest, Mid-Atlantic Black Film Festival, Black Harvest Chicago Film and Series, Sidewalk Moving Pictures Film Festival. A distanza di anni, nel 2019, viene invitato dal Reverendo Raphael Warnock, ora Senatore eletto in Georgia, a proiettare il documentario dentro alla chiesa di Martin Luther King Jr., Ebenezer Church.
Nel 2011 decide di diventare attivista per "I diritti negati dei figli d’immigrati nati e cresciuti in Italia", e dirige e produce il nuovo documentario 18 Ius Soli, il primo prodotto in Italia sul diritto di cittadinanza ma anche sull'universo delle Seconde Generazioni. Roberto Saviano cita questo suo lavoro come un progetto in grado di aprire la luce su un argomento che allora era poco conosciuto: il diritto di cittadinanza. Nel 2012 il titolo è tra i finalisti del Premio Ilaria Alpi e, in quattro anni nelle vesti di attivista (utilizzandone il contenuto), Fred Kuwornu costruisce più di 300 iniziative in Italia per sostenere la riforma della legge di cittadinanza. In Italia è stato il primo regista a utilizzare ed abbinare la produzione di documentari a campagne sociali in grado di attivare incontri sul territorio, e rendere inoltre l'audiovisivo uno strumento per il cambiamento sociale e non un fine.
Nel 2013 si trasferisce permanentemente negli Stati Uniti, dove inizia a collaborare assiduamente con le università ed associazioni americane. Nel 2016 dirige e produce Blaxploitalian - 100 anni di Afrostorie nel cinema italiano, documentario destinato ad essere il motore di una campagna globale sul tema della rappresentazione delle diversità nei media "#DiversityMediaMatters". Sempre lo stesso anno, viene inviato a presentarlo a Hollywood dalla presidente del Premio Oscar Cheryl Boone Isaacs e dall'attore Danny Glover a presentare il documentario in un evento proprio dedicato sul tema della Diversity nel suddetto luogo.
Questo documentario racconta cent'anni di presente di attori neri nel cinema italiano, dalla prima apparizione di attori, anzi attrici nere in Zuma del regista Baldassarre Negroni; per poi passare al cinema neorealista anni quaranta-cinquanta di Paisà, Senza pietà e Tombolo, paradiso nero; agli anni sessanta-settanta con gli attori neri afroamericani come Harold Bradley e Fred Williamson, e nel soft-core (Zeudi Araya, Ines Pellegrini, Iris Peynado); fino agli novanta dove i "neri" (tra gli altri Germano Gentile, Salvatore Marino, Jonis Bascir, Livio Beshir) interpretano principalmente la parte di immigrati.Blaxploitalian - Cent'Anni di Afrostorie nel cinema italiano. Contro gli stereotipi - Il Fatto Quotidiano
Sempre nel 2015, Fred Kuwornu, sostiene e promuove i talenti emergenti Afro-Italiani tra cui Antonio Dikele Distefano promuovendone la pubblicazione del suo primo libro e l'inserimento nel mondo cinematografico.
Tra il 2016 e il 2017 partecipa a numerosi eventi internazionali dell’industria cinematografica, tenendo conferenze sul tema del pluralismo nei media in Brasile al Encontro de Cinema Negro Zózimo Bulbul, in Ghana al The National Film and Television Institute, in Spagna al festival Cine Africano, ma anche in Sudafrica, Tanzania, Paesi Bassi, Regno Unito e Francia, diventando una figura di riferimento internazionale sul tema pluralismo, inclusione, cinema, media. Blaxploitalian è stato presentato in decine di film festivals tra cui: San Francisco Black Film Festival, Pan African Film Festival Los Angeles, Festa del Cinema di Roma, Baltimore International Film Festival, Eko International Film Festival Lagos, Atlanta Docufest, Martinique Film Festival, Canada World International Film Festival, Martha’s Vineyard Film Festival, New Voices in Black Cinema BAM, Zanzibar International Film Festival.
Nel 2020, Netflix lo sceglie come voice over di Karamo Brown per la versione italiana della serie che celebra la diversità e l’antirazzismo Bookmarks- Celebrating Black Voices.
Dal 2014, Fred Kuwornu ha tenuto più di 300 lectures e conferenze sui temi Diversity, Media, Identità presso università internazionali, tra le quali Oxford, Yale, New York University, Columbia, University of California, Berkeley University, University of Chicago, Princeton University, Brown University, Cornell University, Stanford University, e altre. Come docente insegna corsi sulla produzione in chiave diversity dell’audiovisivo e sulla diaspora africana in Italia. Ha tenuto corsi presso: University of Toronto, University of Minnesota, James Madison University, Middlebury College e Colorado College dove ha insegnato un corso sul cinema italiano prodotto da afrodiscendenti.

## Diversity e Media
Da sempre attento a promuovere il concetto di Diversity, Inclusion, Equity all’interno del mondo aziendale e dei media italiani, è anche consulente e coach per diverse società ed istituzioni italiane attraverso iniziative editoriali, culturali e di promozione attraverso la piattaforma Diversity Italia, ma anche curatore di rassegne culturali del mondo afro-italiano per istituzioni e la mentorship per creativi e talenti dell'entertainment.
Nel 2016, è stato l'artefice del primo evento italiano sul pluralismo nel mondo del cinema italiano, presentato alla Festa del Cinema di Roma con una campagna evento United Artists for Italy, condivisa da un gruppo di artisti italiani di origine africana e asiatica ponendo l'inizio di un dialogo con l'industria e le istituzioni italiane.
Ha collaborato e sostenuto progetti volti a sostenere l'inclusione per: Netflix Italia, TIM, ed altri.

## Filmografia
- Natale in Autogrill, 2003
- Inside Buffalo, 2010
- 18 Ius Soli, 2011
- Blaxploitalian - 100 anni di Afrostorie nel cinema italiano, 2016